# Navegació pas a pas

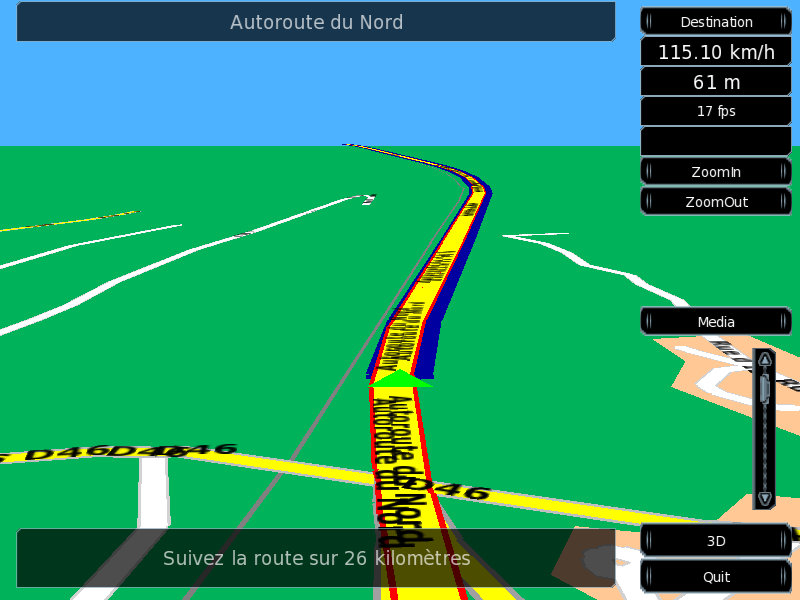
Mostra de navegació pas a pas

La navegació pas a pas és una característica d'alguns dispositius de navegació GPS on les directives per a la ruta seleccionada són presentades contínuament a l'usuari en la forma d'instruccions parlades i visuals. El sistema manté l'usuari sobre la millor ruta a la destinació escollida, i és sovint actualitzat segons canviin els factors com el trànsit i les condicions de la carretera. Els sistemes pas a pas utilitzen típicament una veu electrònica per a informar l'usuari quan ha de girar, el nom de carrer, i la distància a la intersecció on ha de girar.
Matemàticament, la navegació pas a pas està basada en el problema del camí més curt dins la teoria de grafs, que examina com per identificar el camí entre dos punts d'una una xarxa gran, d'acord amb certs criteris (el més curt, el més barat, el més ràpid, etc.) 

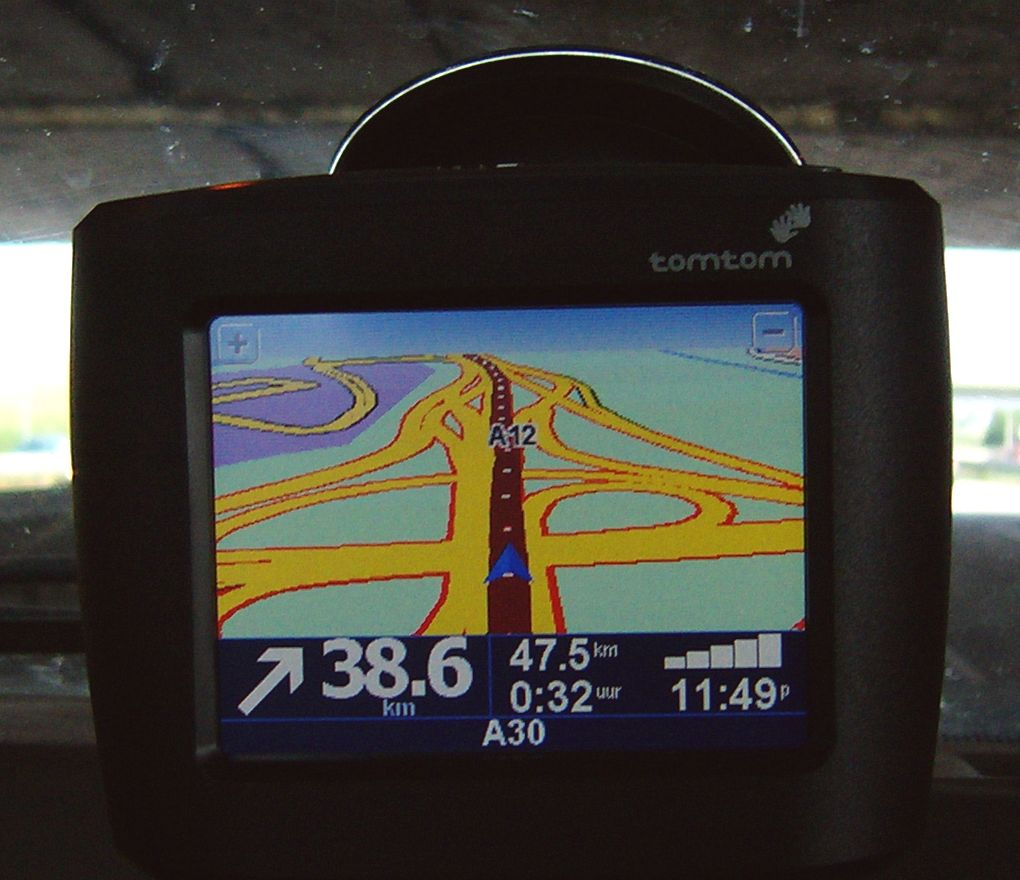
Dispositiu TomTom

## Dispositius i serveis
Serveis de mapes importants que ofereixen la navegació pas a pas, agrupats per proveïdor:
- Nokia.[4] Dispositius que utilitzen dades de mapes de HERE Technologies Maps:
  - Navegadors de cotxe de Garmin
  - Nokia smartphones basats en Symbian OS, Maemo, o Phone Windows (programari Tecnologies de Mapes inclosos en estàndard a Nokia Lumia Windows Phone)
- Google Maps i Yahoo! Mapes. Dispositius que utilitzen Tele dada de mapa de l'Atles: 
  - TomTom GPS de cotxe
  - Android smartphones en línia a través de Google Maps (inclòs en estàndard)
  - Apple iPhone en línia a través de Google Maps
- OpenStreetMap aplicació Offline- que utilitza dades subministrades per voluntaris- :
  - Karta GPS, una app per a iOS i Android
  - Magic_Earth de General Magic, una app lliure per iOS i Android
  - MAPES.EM, una app lliure de codi-obert per iOS, Android i BlackBerry OS
  - WisePilot d'Appello per a iOS, Android i BlackBerry OS.
  - OsmAnd Per Android smartphones[5]
  - GPS Navigation & Maps - Scout per Android[6]
- Altres:
  - Apple iPhone utilitzant iOS 6
  - Apple iPhone < iOS 6 en línia o offline utilitzant diversos programari[7] comercial
  - Waze, un programari lliure, proporcionant una Navegació Turn-by-turn per a iOS, Android, Windows Mobile 2003, Symbian OS, BlackBerry OS i Windows Phone
- Petal Maps per a dispositius Huawei.